# سیارک ۳۶۱۴
سیارک ۳۶۱۴ (به انگلیسی: 3614 Tumilty، نامگذاری:1983AE1) سه هزار و ششصد و چهاردهمین سیارک کشف شده‌است که در ۱۲ ژانویه ۱۹۸۳ کشف شد.
قدر مطلق سیارک برابر ۱۰٫۷۰ است.